# اندتیم
اَندتیم (انگلیسی: &Team; ژاپنی: エンティーム, کره‌ای: 앤팀) گروه پسرانه ژاپنی مستقر در ژاپن و کره جنوبی است که توسط هایب لیبلز ژاپن تشکیل شده است. این گروه متشکل از از نه عضو است: کِی، فوما، نیکولاس، ئی‌جِی، یوما، جو، هاروآ، تاکی و ماکی. اندتیم نخستین تک‌آهنگ خود را در ۲۱ نوامبر ۲۰۲۲ به نام «Under the Skin» منتشر کرد و با انتشار نخستین آلبوم چندآهنگهٔ خود به نام First Howling: Me در ۷ دسامبر ۲۰۲۲ به صورت رسمی فعالیتش را آغاز کرد.

## اعضا
- کِی (ケイ)
- فوما (フウマ)
- نیکولاس (王奕翔; ニコラス)
- ئی‌جِی (변의주; ウィジュ) – لیدر[۵]
- یوما (ユウマ)
- جو (ジョウ)
- هاروآ (ハルア)
- تاکی (タキ)
- ماکی (マキ)